# 트리에스테 공항역
트리에스테 공항역(이탈리아어: Stazione di Trieste Airport)은 이탈리아 북부 프리울리-줄네치아 줄리아주의 론키 데이 레조나리에 위치한 트리에스테-프리울리 베네치아 줄리아 공항을 운행하는 기차역이다. 역은 2018년 3월 19일에 개장했으며, 베니스-트리에스테 철도에 있다. 기차 서비스는 트렌이탈리아에서 운영한다.

## 운행편
역에는 다음 서비스가 제공된다.
- 고속 서비스
  - 프레차르겐토 : 로마 - 피렌체 - 볼로냐 - 파도바 - 베니스 - 트리에스테
  - 프레차르로사 : 토리노 - 밀라노 - 베로나 - 파도바 - 베니스 - 트리에스테
- 시외 서비스 : 로마 - 피렌체 - 볼로냐 - 파도바 - 베니스 - 트리에스테
- 특급 서비스
  - 레조날레 벨로체 : 베니스 – 포르토그라아로 –체르비냐노 델 프리울리 - 트리에스테
- 지역 서비스
  - 트레노 레조날레 : 타르비시오 - 카르니아 - 게모나 델 프리울리 – 우디네 - 세르비냐노 델 프리울리 – 트리에스테

## 같이 보기
- 이탈리아의 철도